# Don't Go Breaking My Heart (Backstreet Boys)
Don't Go Breaking My Heart è un singolo del gruppo musicale statunitense Backstreet Boys, pubblicato il 17 maggio 2018 come primo estratto dal nono album in studio DNA. Con il brano, i Backstreet Boys hanno fatto ritorno nelle scene musicali, in occasione anche del venticinquesimo anno della loro carriera.

## Promozione e accoglienza
I Backstreet Boys presentarono il brano dal vivo al Tonight Show di Jimmy Fallon, successivamente a Good Morning America e in occasione degli MTV Video Music Awards 2018 come brano di apertura della cerimonia.
Don't Go Breaking My Heart debuttò alla posizione numero 1 della classifica iTunes di 19 paesi nella sua prima settimana dalla pubblicazione. Nella classifica Adult Top 40 ottenne la posizione numero 9, diventando il primo brano dei Backstreet Boys nella Top 10 di tale classifica, superando I Want It That Way, che nel 1999 aveva raggiunto la posizione numero 11.
Il 7 dicembre 2018, la Recording Academy assegnò al brano la nomination ai Grammy Awards 2019 per il Grammy Award alla miglior performance pop di un duo o un gruppo , decretando il ritorno dei Backstreet Boys alla cerimonia di premiazione, dopo 17 anni.

## Video musicale
Diretto da Rich+Tone, il videoclip si apre con un ologramma di una ragazza per poi riprendere i 5 cantanti di spalle e poi frontalmente mentre si dispongono sul palco a cantare. Durante la canzone, oltre che in gruppo, ciascun componente viene ripreso singolarmente davanti a vari sfondi di luci intense e abbaglianti, che spesso riescono a far distinguere soltanto le sagome. Con questo video i Backstreet Boys ritornano soprattutto a ballare coreografie come nei loro maggiori singoli di successo.

## Tracce
1. Don't Go Breaking My Heart (Official Version) – 3:35
2. Don't Go Breaking My Heart (Dave Audé Remix) – 3:59
3. Don't Go Breaking My Heart (Luca Schreiner Remix) – 3:19
4. Don't Go Breaking My Heart (Arkadi Remix) – 3:28
5. Don't Go Breaking My Heart (Quarterhead Remix) – 3:16

## Classifiche

### Classifica settimanale
| Classifica (2018)                    | Posizione più alta |
| ------------------------------------ | ------------------ |
| Australia ARIA Charts                | 50                 |
| Belgio (Vallonia) Ultratip           | 23                 |
| Canada Billboard Canadian Hot 100    | 65                 |
| Germania Media Control Charts        | 68                 |
| USA Billboard Hot 100                | 63                 |
| USA Adult Contemporary               | 8                  |
| USA Billboard Adult Top 40           | 9                  |
| USA Billboard Dance Club Songs       | 17                 |
| USA Billboard Dance/Mix Show Airplay | 28                 |
| USA Billboard Mainstream Top 40      | 18                 |

### Classifica di fine anno
| Classifica (2018)            | Posizione |
| ---------------------------- | --------- |
| Billboard Adult Contemporary | 19        |
| Billboard Adult Pop Songs    | 28        |

## Certificazioni
| Paese                 | Certificazione | Copie Vendute |
| --------------------- | -------------- | ------------- |
| Australia ARIA Charts | Oro            | 35.000        |